# Лядова (Барский район)
Лядова (укр. Лядова) — село на Украине, находится в Барском районе Винницкой области.
Код КОАТУУ — 0520281609. Население по переписи 2001 года составляет 151 человек. Почтовый индекс — 23043. Телефонный код — 4341.
Занимает площадь 3,4 км².

## Адрес местного совета
23025, Винницкая область, Барский р-н, с.Журавлевка